# Trostan
Il Trostan (in gaelico irlandese Trostán) è un monte situato nella contea di Antrim, Irlanda del Nord. Vanta un'altitudine alla cima di 551 metri sul livello del mare, che lo rende il punto più alto dell'intera contea e la 362ª cima dell'isola d'Irlanda.